# Dick Carter, lo sbirro
Dick Carter, lo sbirro (Koroshi) è un film del 1968 diretto da Michael Truman e Peter Yates.